# Wereldkampioenschap basketbal mannen 1990
In 1990 werd voor de elfde keer het wereldkampioenschap basketbal gehouden. Zestien landen namen deel aan het toernooi dat gehouden werd van 8 tot 20 augustus 1990 in Argentinië. Het basketbalteam van Joegoslavië werd de uiteindelijke winnaar van het toernooi.

## Eindronde

### 1ste tm 4de plaats
|  | Halve finales    | Halve finales |    |             | Finale           | Finale |
|  |                  |               |    |             |                  |        |
|  | 17 augustus      |               |    |             |                  |        |
|  | Puerto Rico      | 82            |    |             |                  |        |
|  | Sovjet-Unie      | 98            |    |             |                  |        |
|  |                  |               |    |             |                  |        |
|  |                  |               |    |             | 18 augustus      |        |
|  |                  |               |    |             | Sovjet-Unie      | 75     |
|  |                  | Joegoslavië   | 92 |             |                  |        |
|  |                  |               |    |             |                  |        |
|  |                  |               |    |             | Troostfinale     |        |
|  | 17 augustus      | 17 augustus   |    | 18 augustus | 18 augustus      |        |
|  | Joegoslavië      | 99            |    | Puerto Rico | 105              |        |
|  | Verenigde Staten | 91            |    |             | Verenigde Staten | 107    |

## Eindklassering
| #      | Land             |
| ------ | ---------------- |
| Goud   | Joegoslavië      |
| Zilver | Sovjet-Unie      |
| Brons  | Verenigde Staten |
| 4      | Puerto Rico      |
| 5      | Brazilië         |
| 6      | Griekenland      |
| 7      | Australië        |
| 8      | Argentinië       |
| 9      | Italië           |
| 10     | Spanje           |
| 11     | Venezuela        |
| 12     | Canada           |
| 13     | Angola           |
| 14     | China            |
| 15     | Zuid-Korea       |
| 16     | Egypte           |

| WK basketbal 1990 winnaar |
| ------------------------- |
| Joegoslavië Derde titel   |

## Individuele prijzen

### MVP (Meest Waardevolle Speler)
- Toni Kukoč

### All-Star Team
- Oscar Schmidt
- Toni Kukoč
- Vlade Divac
- Kenny Anderson
- Fico Lopez